# Pultenaea gunnii
Pultenaea gunnii (лат.) — кустарник, вид рода Пультенея (Pultenaea) семейства Бобовые (Fabaceae), эндемик юго-востока Австралии. Тонкий, прямостоячий или раскидистый кустарник с опушёнными молодыми стеблями, листьями от яйцевидной до копьевидной формы с копьевидными прилистниками у основания и ярко-жёлтыми и тёмно-красными цветками.

## Ботаническое описание

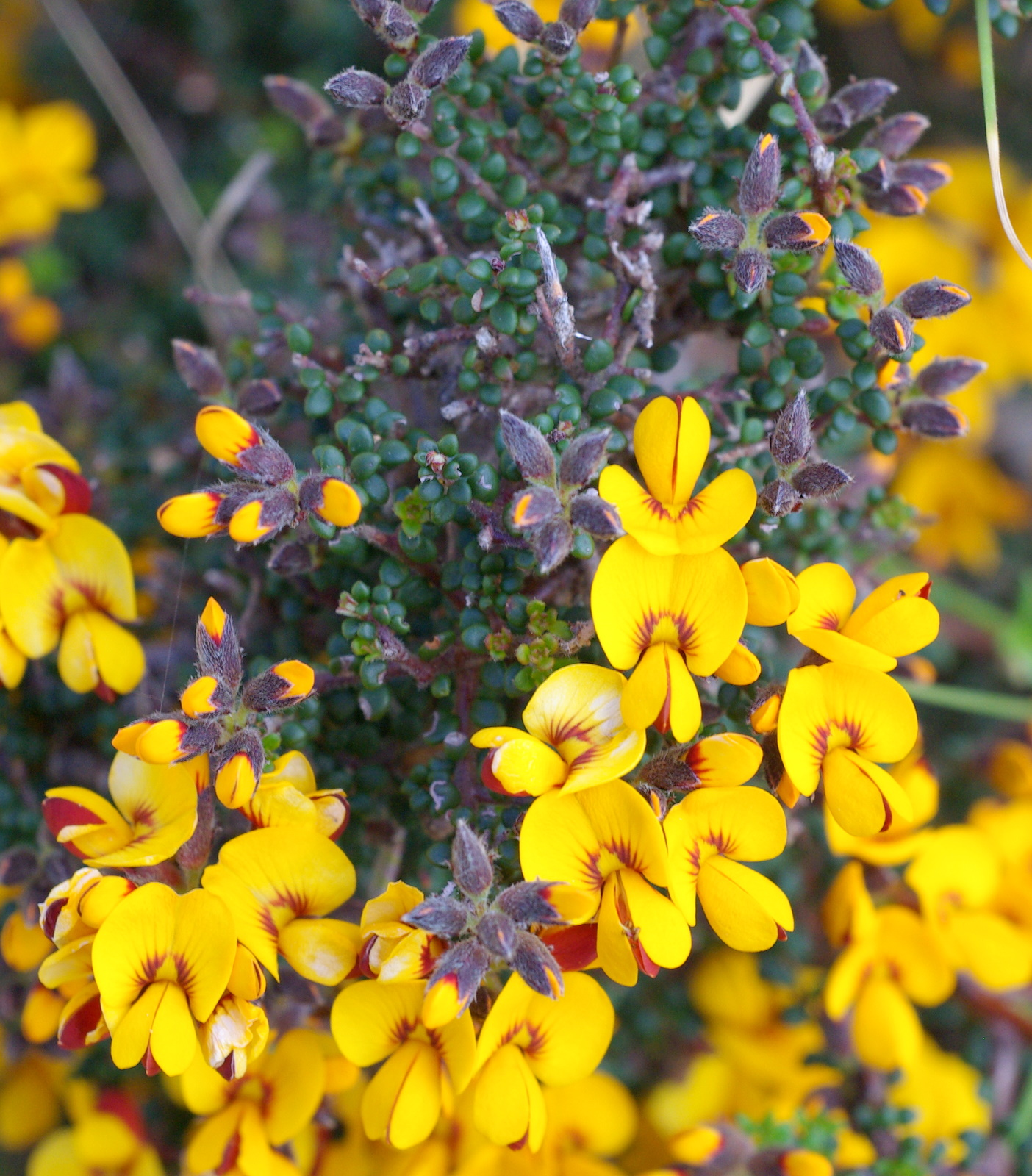
P. gunnii subsp. gunnii

Pultenaea gunnii — тонкий прямостоячий или раскидистый кустарник высотой до 2 м. Стебли в молодом возрасте редкоопушённые. Листья расположены поочерёдно, от яйцевидной до копьевидной формы 2-6 мм в длину и 1-3 мм в ширину с копьевидными прилистниками около 0,75-1,5 мм в длину у основания. Цветки от ярко-жёлтых до тёмно-красных, расположены группами более чем по три на концах коротких боковых ветвей. Чашелистики шелковисто-опушённые, 5-7 мм в длину с ланцетными прицветниками длиной 1-2 мм у основания чашелистной трубки. Лепесток 6-8 мм в длину. Завязь опушённая. Цветёт с сентября по ноябрь. Плод представляет собой сплющенный стручок.

## Таксономия
Pultenaea gunnii впервые официально описана в 1837 году Джорджем Бентамом в Commentationes de Leguminosarum Generibus из образцов, собранных австралийским ботаником Рональдом Кэмпбеллом Ганном недалеко от Кэмпбелл-Тауна на Тасмании в 1836 году.
В 1993 году Маргарет Коррик описала два подвида в журнале Muelleria, и эти названия приняты Австралийской переписью растений:
- Pultenaea gunnii Benth. subsp. gunnii[7] имеет загнутые вниз края листьев[8][9].
- Pultenaea gunnii subsp. tuberculata Corrick[10] имеет утолщённые, но не загнутые книзу края листьев.

## Распространение и местообитание
Pultenaea gunnii — эндемик Австралии. Вид широко распространён в восточной Виктории и на Тасмании. Растёт в лесах и редколесьях. Встречается также на южном побережье Нового Южного Уэльса. Подвид Pultenaea gunnii subsp. tuberculata известен только из Брисбенских хребтов на юге Виктории.